# Roppersberg
Roppersberg är en kulle i Österrike.   Den ligger i distriktet Sankt Pölten-Land och förbundslandet Niederösterreich, i den östra delen av landet, 17 km väster om huvudstaden Wien. Toppen på Roppersberg är 504 meter över havet.
Terrängen runt Roppersberg är huvudsakligen lite kuperad. Runt Roppersberg är det mycket tätbefolkat, med 3 134 invånare per kvadratkilometer.. Närmaste större samhälle är Wien, 17,1 km öster om Roppersberg. 
I omgivningarna runt Roppersberg växer i huvudsak blandskog.